# Rozdroże pod Włodzicką Górą
Rozdroże pod Włodzicką Górą – węzeł dróg leśnych i szlaków turystycznych, położony na wysokości 712 m n.p.m. pod Włodzicką Górą w południowo-zachodniej Polsce, w Sudetach Środkowych, we Wzgórzach Włodzickich.

## Szlaki turystyczne
Przez rozdroże prowadzą szlaki:
- Ludwikowice Kłodzkie (stacja kolejowa) - Ludwikowice Kłodzkie - Pardelówka - Włodzicka Góra - Rozdroże pod Włodzicką Górą - Świerki
- Kościelec - Góra Wszystkich Świętych - Bieganów - Góra Św. Anny - Nowa Ruda - Pardelówka - Pisztyk - Włodzicka Góra - Rozdroże pod Włodzicką Górą - Świerki Dolne (przystanek kolejowy)